# Jebroer
Timothy (Tim) Kimman, artiestennaam Jebroer (Leiden, 8 juli 1986), is een Nederlands rapper.  Hij rapt solo, in samenwerkingen en enkele jaren als deel van het collectief Nouveau Riche. In Nederland brak hij door met Nooit meer slapen (2012) van Yellow Claw. Met Omlaag (2013) had hij een nummer 1-hit in de iTunes-hiphopcharts. Banaan (2015) werd acht miljoen keer bekeken op YouTube. In 2017 was Kind van de duivel (een samenwerking met Paul Elstak en Dr. Phunk) een hit in Nederland en Vlaanderen.

## Biografie
Kimman groeide op in Voorschoten en was leerling van het Adelbert College in Wassenaar. Kimmans ouders scheidden toen hij tien jaar oud was. Hij was een druk kind en kon niet goed omgaan met autoriteit, ongeacht of die van zijn ouders, leraren of de politie kwam. Als gevolg moest hij een sociale vaardigheidstraining en een agressietraining volgen. Hij vond een uitvlucht in de muziek en begon op zijn zeventiende te rappen.
In 2010 bracht hij zijn debuutsingle uit, Btje vliegen tog, die geproduceerd werd door Boaz van de Beatz. Boaz produceerde daarna meerdere nummers voor hem. Ook sloot 'Jebroer' zich bij het collectief Nouveau Riche aan, waar ook Boaz deel van uitmaakt. Op het album Alziend oor werkte 'Jebroer' aan vijf nummers mee. Ook werkte hij in die jaren veel samen met Mr. Polska. Tijdens zijn jaren bij het Nouveau Riche, officieel tot 2013, kreeg hij les op de Herman Brood Academie. In 2016 was hij er weer bij tijdens de viering van het 10-jarige bestaan in Paradiso.
In 2012 speelde hij een aflevering mee in de televisieserie Van God los en in 2013 had hij een rol in de korte film De zure inval.
Enkele van zijn singles bereikten de Nederlandse Single Top 100. Het meest succesvol was Nooit meer slapen (2012), een samenwerking met Yellow Claw, Ronnie Flex en MocroManiac. Met Omlaag (2013) had hij een nummer 1-hit in de iTunes-hiphopcharts. Banaan, een nummer dat voor een feest was bestemd, werd in 2015 een succes in Vlaanderen. Het kwam op nummer 6 van de Ultratop te staan en de bijgaande video werd meer dan acht miljoen keer bekeken op YouTube. Niettemin belandde Banaan ook in de Foute 128 van de Vlaamse Qmusic. Een andere in hit in Vlaanderen was Roq n rolla (2015) die door Studio Brussel werd uitgeroepen tot Summer Anthem tijdens de schoolexamens.
Verschillende video's werden miljoenen keren bekeken. Naast Banaan waren dat bijvoorbeeld Btje vliegen tog (2010), Herrie in me oor (met I Am Aisha, 2012),  Allemaal lichten (met Rich Cutillo, 2013), Brommer (2013), Miljoenen (met Dirtcaps, 2014), Hoesten als bejaarden (met Mr. Polska, Skinto & Ronnie Flex, 2014), Beter nu (met Ronnie Flex, 2014) en Me gabber (2016).
In 2015 werkte hij samen met saxofoniste Candy Dulfer en zanger Wudstik in het nummer Ga maar vast slapen. In 2016 bracht hij het nummer Tranen in camouflage uit, waaraan ook Wudstik meewerkte. Hierin vertelt hij het verhaal van een jeugdvriend die verslaafd raakte aan de drugs en op straat leefde als een junkie.
Kind van de duivel (een samenwerking met Paul Elstak en Dr. Phunk) was in 2017 een hit in Nederland en Vlaanderen. De videoclip haalde op YouTube meer dan 23 miljoen views. De tekst van het nummer ("Ik ben een kind van de duivel. Mama, jij hoeft niet te huilen. Feesten, alsof elke dag hier m'n laatste is, hoop dat je deze draait op mijn begrafenis.") werd door sommigen als kwetsend ervaren. Een brief ondertekend door een dertiental dominees en ouderlingen werd naar leden gestuurd van de Hervormde Gemeente Vriezenveen. Ook waren er protesten tegen een optreden van Kimman in Hardinxveld. Kimman liet in een interview weten dat het niet zijn bedoeling was met het nummer christenen te kwetsen.
Kimman trad op tijdens grote festivals, zoals Noorderslag (2014), Pinkpop (2015) en Tomorrowland (2015). Daarnaast richtte hij met zijn manager het label ROQ 'n Rolla op.
In 2017 was Jebroer deelnemer aan de YouTube serie Het Jachtseizoen van StukTV, waarin hij niet ontsnapt is. Tevens was hij in 2018 te zien in het programma The Roast of Giel Beelen. Ook was hij in 2018 te zien in het programma The Big Music Quiz. In het najaar van 2018 was hij te zien in Boxing Stars.
Hij speelde Barabbas in The Passion 2019. In 2025 deed hij mee aan No Way Back VIPS.